# Болеро (албум)
Болеро је трећи студијски албум рок групе Хаустор. Албум је издат 1985. године.
Албум садржи осам песама од којих су хитови Ена, Шејн, Шал од свиле, Сејмени и TV Man.

## О албуму
Албум је сниман од децембра 1984 до јуна 1985. Рецитал у песми Take The Money And Run рецитује глумац Раде Шербеџија. Унутрашњи омот је креирао сам Рундек.
Праћен је спотовима за песме Ена (3 верзије), Шејн, Сејмени и Take The Money And Run.

## Песме
Аутор(и) свих текстова и песама: Дарко Рундек. 
| №  | Назив                  | Трајање |  |
| 1. | Болеро                 | 5:25    |  |
| 2. | Ена                    | 3:53    |  |
| 3. | TV Man                 | 5:47    |  |
| 4. | Сејмени                | 4:06    |  |
| 5. | Take The Money And Run | 4:22    |  |
| 6. | Ја желим               | 3:04    |  |
| 7. | Шејн                   | 4:44    |  |
| 8. | Шал од свиле           | 5:45    |  |

## Пријем
Портал Ravno do dna је писао да је  Болеро албум конфронтације, окршаја који се одвијају између јаве и сна, сматрајући га једним од слабијих албума бенда.
Миљенко Јерговић је писао да је албум тужан, премда не звучи тако. Додао је да је Болеро албум животних и филмских песама.

## Наслеђе
Албум је 1998. године позициониран на 39. месту на листи 100 најбољих албума југословенске поп и рок музике. 2015. године, омот албума је био позициониран на 45. месту на листи најбољих омота југословенског рока. Исте године, хрватска верзија Rolling Stone-а је сврстао албум на 35. место на листи 100 најбољих југословенских албума од 1955. до 2015.
У једном интервјуу је Рундек изјавио следеће о листи Б92 100 најбољих домаћих песама:
| „ | Драго ми је да је Шејн тако високо пласиран на тој листи и не жалим се што није први. Међу ових 100 одабраних песама има доста одличних и не могу да издвојим само једну. | ” |

Поред тога, на Б92 листи се пронашла и песма Ена.
Магазин Rock Express је 2000. године рангирао песму Шејн на 26. место од 100 најбољих југословенских рок песама.
Августа 2023. године је поново издат у формату грамофонске плоче. Албум дигитално ремастеризован у Загребу.
Песма Ена је 2024. године препевана на француски језик.

## Занимљивости
- Годинама се питало ко би могла да буде Ена из истоимене песме[15][16][17].
- Албум је најављиван још у време изласка претходног албума.[18]

## Топ листе

### Недељна листа
| Листа           | Највиша позиција |
| --------------- | ---------------- |
| Радио ТВ ревија | 4                |

| Листа     | Највиша позиција |
| --------- | ---------------- |
| ХР Топ 40 | 1                |

| Листа     | Највиша позиција |
| --------- | ---------------- |
| ХР Топ 40 | 2                |

### Месечна листа
| Листа | Највиша позиција |
| ----- | ---------------- |
| ХДУ   | 1                |

| Листа | Највиша позиција |
| ----- | ---------------- |
| ХДУ   | 3                |

### Полугодишња листа
| Листа     | Највиша позиција |
| --------- | ---------------- |
| ХР Топ 40 | 2                |

### Годишња листа
| Листа | Највиша позиција |
| ----- | ---------------- |
| ХДУ   | 5                |